# Anomaloglossus roraima
Anomaloglossus roraima es una especie de anfibio anuro de la familia Aromobatidae. El principal lugar donde se ha encontrado esta especie de sapo es cerca de la cima del tepuy Roraima, ubicado en el estado venezolano de  Bolívar, a una altitud de 2700 m.